# Recerca qualitativa
La investigació qualitativa és un tipus d'investigació que té com a objectiu recollir i analitzar dades no numèriques (descriptives) per tal d'entendre la realitat social dels individus, inclosa la comprensió de les seves actituds, creences i motivació. Aquest tipus d'investigació normalment implica entrevistes en profunditat, grups focals o observacions per tal de recollir dades riques en detalls i context. La investigació qualitativa s'utilitza sovint per explorar fenòmens complexos o per obtenir una visió de les experiències i perspectives de les persones sobre un tema en particular. És especialment útil quan els investigadors volen entendre el significat que les persones atorguen a les seves experiències o quan volen descobrir les raons subjacents del comportament de les persones. Els mètodes qualitatius inclouen l'etnografia, la teoria fonamentada, l'anàlisi del discurs i l'anàlisi fenomenològica interpretativa. Els mètodes d'investigació qualitativa s'han utilitzat en sociologia, antropologia, ciències polítiques, psicologia, treball social, folklore, investigació educativa i recerca en enginyeria del programari.

## Fons
La investigació qualitativa s'ha basat en diverses línies del pensament filosòfic i examina aspectes de la vida humana, com ara la cultura, l'expressió, les creences, la moralitat, l'estrès vital i la imaginació. La investigació qualitativa contemporània ha estat influenciada per diverses branques de la filosofia, per exemple, el positivisme, el postpositivisme, la teoria crítica i el constructivisme. Les transicions històriques o "moments" en la investigació qualitativa, juntament amb la noció de "paradigmes" (Denzin i Lincoln, 2005), han rebut una popularitat àmplia durant les últimes dècades. Tanmateix, alguns estudiosos han argumentat que l'adopció de paradigmes pot ser contraproduent i conduir a comunitats menys compromeses filosòficament. En aquest sentit, Pernecky va proposar una manera alternativa d'implementar les preocupacions filosòfiques en la investigació qualitativa perquè els investigadors siguin capaços de mantenir la mobilitat intel·lectual i l'elasticitat necessàries.

## Aproximacions a la investigació
L'ús de material no quantitatiu com a dades empíriques ha anat creixent en moltes àrees de les ciències socials, incloses les ciències de l'aprenentatge, la psicologia del desenvolupament i la psicologia cultural. Diverses tradicions filosòfiques i psicològiques han influït en els enfocaments dels investigadors a la investigació qualitativa, incloent la fenomenologia, el construccionisme social, l'interaccionisme simbòlic i el positivisme.

### Tradicions filosòfiques
La fenomenologia fa referència a l'estudi filosòfic de l'estructura de la consciència i de l'experiència subjectiva general d'un individu. Els enfocaments de la investigació qualitativa basats en el construccionisme, com ara la teoria fonamentada, presten atenció a com la subjectivitat tant de l'investigador com dels participants de l'estudi pot afectar la teoria que es desenvolupa a partir de la investigació. L'enfocament interaccionista simbòlic de la investigació qualitativa examina com els individus i els grups desenvolupen una comprensió del món. Els enfocaments positivistes tradicionals de la investigació qualitativa busquen una comprensió més objectiva del món social. Els investigadors qualitatius també han estat influenciats per la sociologia del coneixement i el treball d'Alfred Schütz, Peter L. Berger, Thomas Luckmann i Harold Garfinkel.
Les contribucions filosòfiques més recents a la investigació qualitativa (Pernecky, 2016) han tractat temes com l'escepticisme, l'idealisme, l'idealisme, l'hermenèutica, l'empirisme i el racionalisme, i han introduït la comunitat qualitativa a una varietat d'enfocaments realistes que estan disponibles dins de la ampli espectre filosòfic del pensament qualitatiu. Pernecky també s'ocupa d'alguns dels dominis descuidats en la investigació qualitativa, com l'ontologia social, i s'aventura en nous territoris (per exemple, la mecànica quàntica) per tal d'estimular un debat més contemporani sobre problemes qualitatius comuns, com l'absolutisme i l'universalisme.

## Problemes

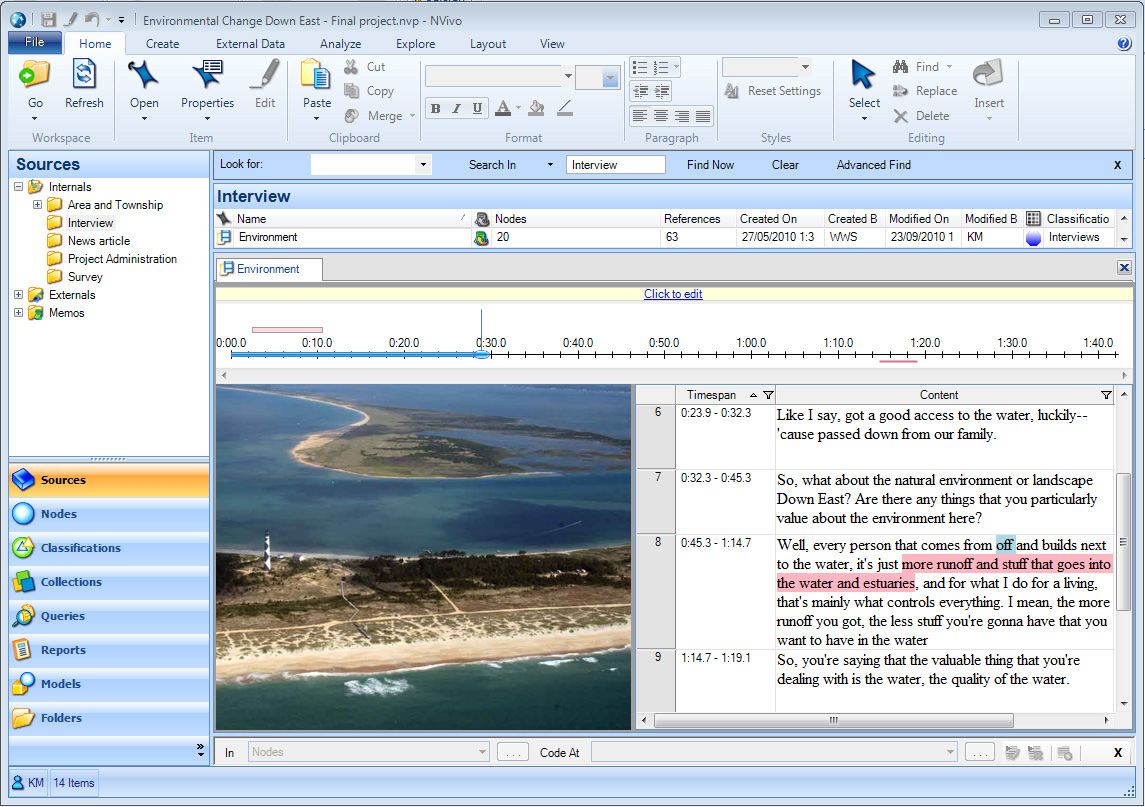
Una captura de pantalla d'un text de codificació d'usuari a NVivo.